# Васильевка Большая
Васильевка Большая — река в России, протекает в Белгородской области. После слияния с левым притоком Искринка носит название Болховец (Везёлка). Длина реки составляет 14 км, площадь водосборного бассейна — 101 км². На современных топографических картах указана как Везёлка.

## Данные водного реестра
По данным государственного водного реестра России относится к Донскому бассейновому округу, водохозяйственный участок реки — Северский Донец от истока до границы РФ с Украиной без бассейнов рек Оскол и Айдар, речной подбассейн реки — Северский Донец (российская часть бассейна). Речной бассейн реки — Дон (российская часть бассейна).
Код объекта в государственном водном реестре — 05010400112107000010757.